# 囊卡来巴
达钦囊卡来巴（南喀勒貝，Namkha Legpa，1304年—1343年）即闊尊南喀勒貝洛追堅贊，藏族，元朝藏传佛教萨迦派法主。
囊卡来巴是乌思藏萨斯迦（今西藏自治区萨迦县）昆氏（hKhon）家族人。他是达尼钦波桑波贝和其第四妻玛久南喀杰莫之子，达尼钦波桑波贝是八思巴的侄子。达尼钦波桑波贝任時萨迦法主時，萨迦派的统治达到鼎盛。泰定元年（1324年），桑波贝去世，囊卡来巴的兄長帝师公哥罗古罗思监藏班藏卜，把兄弟们分为四个拉章。囊卡来巴為细脱拉章；公哥列思八冲纳思监藏班藏卜、公哥儿监藏班藏卜兄弟為拉康拉章，世為帝師；唆南藏卜、贡噶勒巴迥乃坚赞兄弟為都却拉章，世為白蘭王；嘉央屯月坚赞、索南坚赞兄弟為仁钦岗拉章。囊卡来巴主持西藏事務時，萨迦巴衰落，帕木竹巴興起。他被元順帝封為大元國師，至正三年（1343年）囊卡来巴去世后，其弟嘉央屯月坚赞繼承萨迦法主。他的兒子贡噶仁钦坚赞贝桑波為第16代萨迦法主，曾孙为明朝大乘法王贡噶扎西/昆泽思巴。